# Closewitz

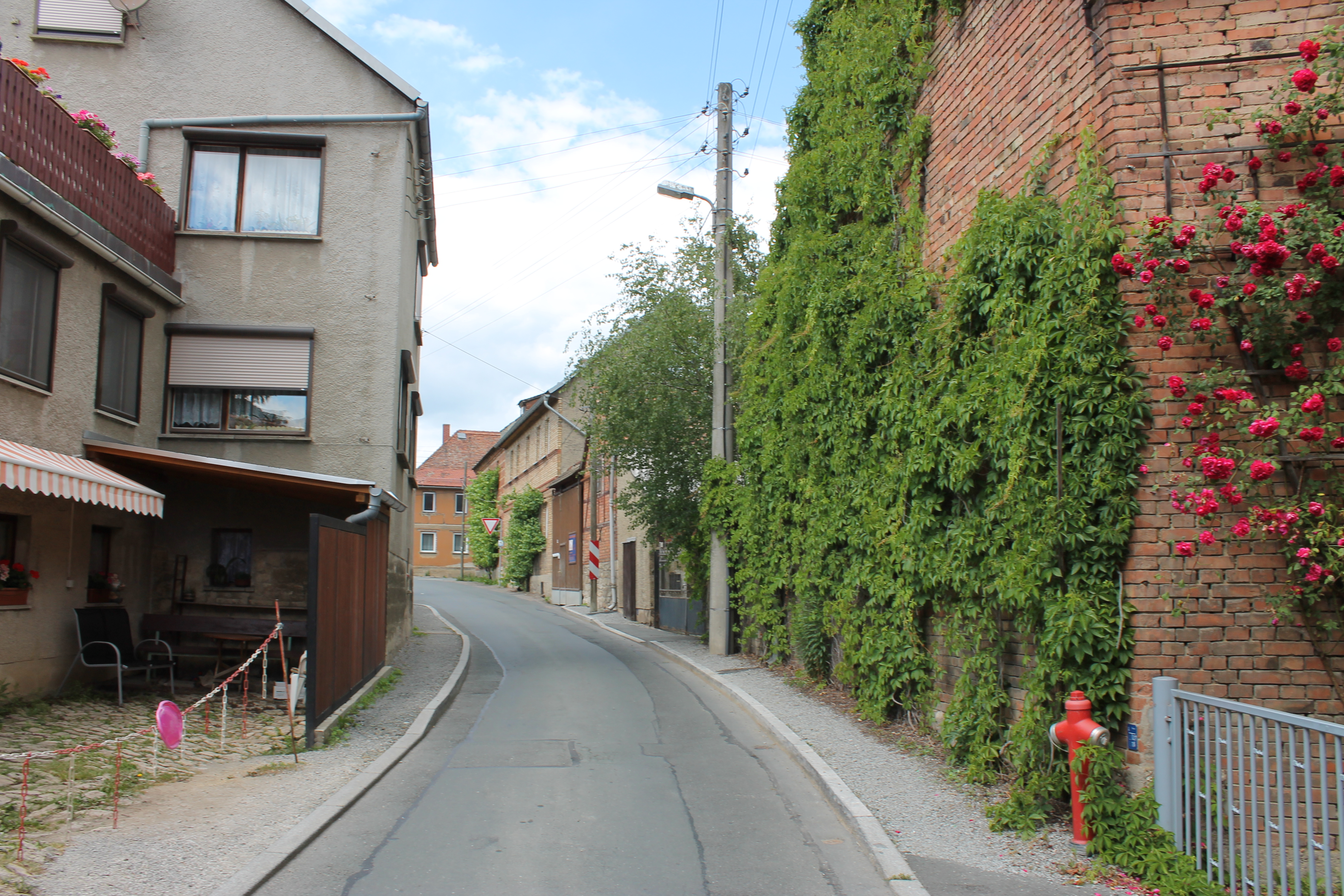
Eine Gasse in Closewitz

Closewitz ist ein Stadtteil der kreisfreien Stadt Jena in Thüringen.

## Geografie

### Geografische Lage
Closewitz liegt auf der Ilm-Saale-Platte im nördlichen Stadtgebiet von Jena. Im bzw. nahe dem Dorf treffen 5 Kreisstraßen aufeinander. Das Stadtzentrum liegt etwa 7,5 km entfernt. Nach Weimar sind es 17 km und zur Landeshauptstadt Erfurt 40 km. Die nächstgelegenen Bundesstraßen sind die B 7 (4 km westlich) und die B 88 (4 km östlich). Die nächste Autobahn ist die A 4 (13 km südlich).
| Stadtteil Krippendorf (2 km) | Altengönna (Gemeinde Lehesten) (3 km) | Lehesten (Gemeinde Lehesten) (5 km) |  |
| Stadtteil Lützeroda (1 km)   | Windrose                              | Rödigen (Gemeinde Lehesten)(3 km)   |  |
| Stadtteil Cospeda (1,5 km)   | Jena Stadtzentrum (7,5 km)            | Stadtteil Zwätzen (4 km)            |  |

 Entfernungsangaben beziehen sich auf die Entfernung durch die kürzeste Straßenverbindung bis zum Ortszentrum.

### Landschaft
Das zu Closewitz gehörende Gebiet liegt im nördlichen und südwestlichen Bereich auf den Höhen der Ilm-Saale-Platte. Auf den südlichen Höhen befindet sich das Naturschutzgebiet Windknollen. Im östlichen Teil der Gemarkung liegt das Rautal, ein Waldgebiet, in dem flächenhaft Winterlinge angesiedelt wurden und in dessen unterem Teil früher Weinbau betrieben wurde. In einem nördlichen Seitental befindet sich der Burschenplatz, ein historischer Treffpunkt der Burschenschaften. Nahe dem Ort entspringt der Steinbach, welcher 4 km weiter östlich in die Saale mündet. Die höchste Erhebung der Gegend ist der Dornberg mit 383 m ü. NN nordwestlich des Dorfes.
Der Ort ist als Bestandteil des Stadtgebiets bzw. als Jenaer Stadtteil kaum wahrnehmbar, da das eigentliche Jenaer Stadtgebiet sich rund 200 Höhenmeter unterhalb des Ortes auf der Sohle des Saaletales erstreckt. Zudem sorgen der Closewitzer Forst und das Rautal für eine räumliche Abgrenzung der eingemeindeten Orte auf der Ilm-Saale-Platte zum Weichbild der Großstadt, so dass der ländliche Charakter der Region erhalten geblieben ist.

## Geschichte

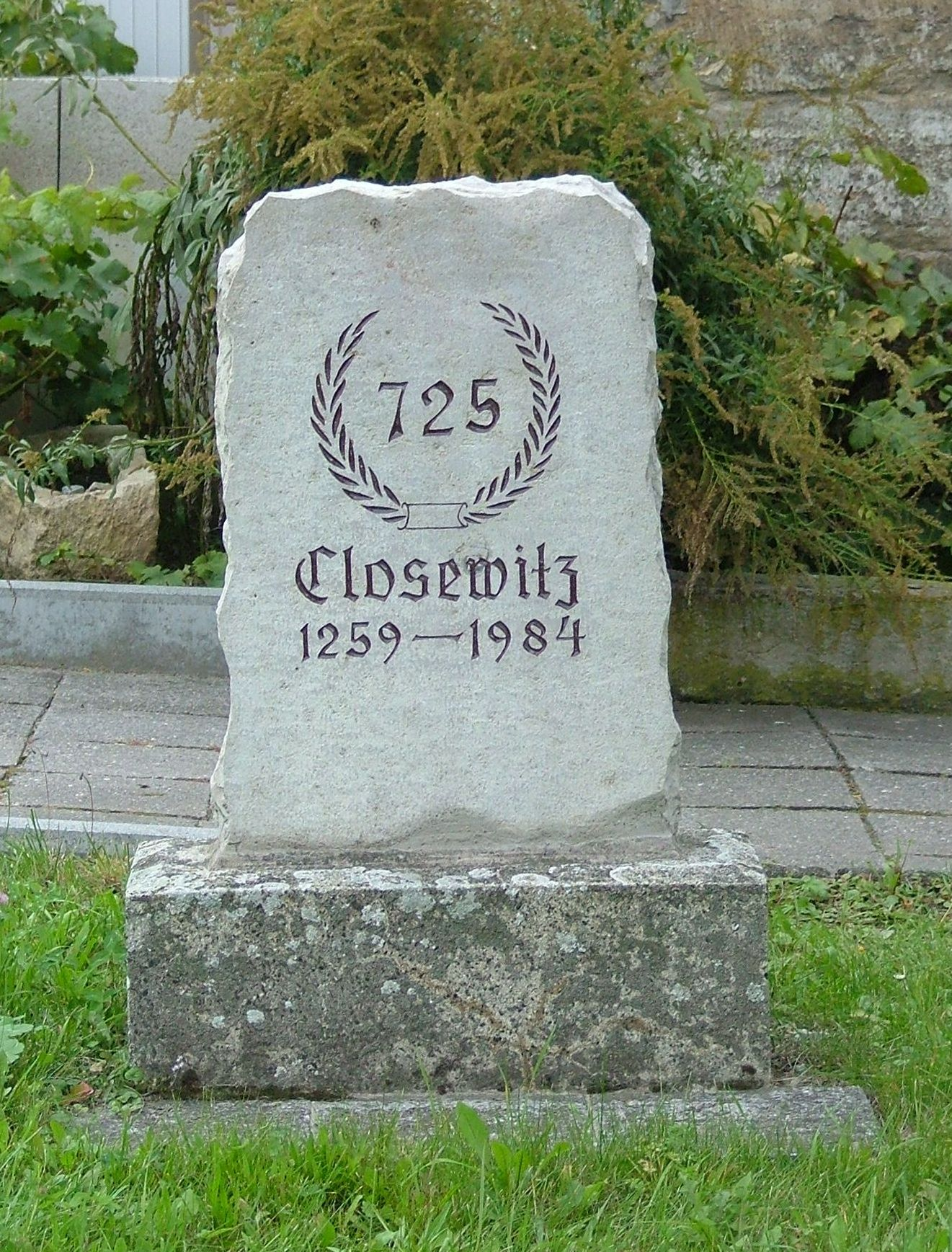
Der 1984 zum 725. Ortsjubiläum gesetzte Gedenkstein

### Mittelalter
Eine erste weilerartige Siedlung als Vorgänger des heutigen Dorfes wurde offenbar im 9. oder 10. Jahrhundert von slawischen Bauern angelegt. Dafür sprechen sowohl einige archäologische Funde von Keramik des Leipziger Kreises, die heute im Besitz der ur- und frühgeschichtlichen Sammlung der Universität Jena sind, als auch der Ortsname, der sich von dem altsorbischen Begriff *klos für Ähre oder einem entsprechenden Personennamen ableiten lässt. Das Gebiet gehörte jedoch zum Ostfränkischen Reich.
Die Ersterwähnung des Ortes in den schriftlichen Quellen ist in der Geschichtswissenschaft umstritten. Lange Zeit galt die Nennung eines Ortes Clochwiz in einer im Jahr 1259 ausgestellten Urkunde als ältester Beleg. Mit Bezug auf diese Nennung wurde z. B. 1984 eine Festwoche zur 725-Jahr-Feier von Closewitz begangen und auch für 2009 ist eine weitere Jubiläumsfeier geplant. Andrei Zahn wies jedoch in einem Aufsatz im Jahr 2005 darauf hin, dass es sich bei dem neben Cospeda genannten Ort nicht um Closewitz, sondern um + Clöchwitz, eine Wüstung im Ziegenhainer Tal, handle. In späteren Abschriften dieser Urkunde sei der Name wahrscheinlich in Anlehnung an das benachbarte Cospeda aus der inzwischen in Vergessenheit geratenen Wüstung zu „Clozwitz“, „Closwitz“ bzw. „Closewitz“ verschrieben worden.
Nach neuesten Erkenntnissen wurde Closewitz am 28. November 1273 zum ersten Mal erwähnt.
Heinrich (der Erlauchte) Markgraf von Meißen und dem Osterland und sein Sohn Dietrich (der Feiste) Markgraf von Landsberg, übereignen auf Bitten des Burggrafen Otto von Kirchberg, den Wald „Rautal“ am Abhange des Berges zwischen „Clozwiz“ und „Zwezen“ den einst Rupert von Gönna besessen hatte, dem Deutschordenshause in Zwätzen.
Durch den geografischen Bezug zum Rautal und Zwätzen kann hier eindeutig davon ausgegangen werden, dass es sich bei „Clozwiz“ um das heutige Closewitz handelt.
Das Jahr 1273 ist somit zum gegenwärtigen Forschungsstand die urkundliche Ersterwähnung von Closewitz. Die Originalurkunde wird im sächsischen Hauptstaatsarchiv in Dresden verwahrt.
1287 ist Friedrich von Closewitz Zeuge beim Verkauf von Land durch die „Edlen von Lobdeburg“.
1309 wird ein Theodericus de Closwitz genannt und 1317 verschenkt ein Heinrich von Closewitz einen Weinberg dem Nonnenkloster in Jena. Im Jahr 1351 verkauften die Herren von Molwitz die Vogtei und das Gericht zu Closewitz und das wüste Dorf Ziskau, welches sie von den Herren von Heldrungen erhalten hatten, dem Zisterzienserinnenkloster in Jena. Bis zur Reformation wurde Closewitz vom Propst der Stadtkirche St. Michael in Jena kirchlich versorgt. Nach der Schließung des Nonnenklosters 1545 kam Closewitz an das Amt Jena.
In der Nähe von Closewitz liegen zwei Wüstungen, welche vermutlich beide im Thüringer Grafenkrieg von 1342 bis 1346 zerstört wurden. Die Wüstung Ziskau (auch Czizow, Czischko oder Zittkau) liegt westlich des Dorfes und wurde 1351 als wüst bezeichnet. In Urkunden des 14. Jahrhunderts kommt der Familienname „Cyscowe“ oder „Cystowe“ vor. Die Wüstung Schondorf oder Schöndorf genannt liegt nordöstlich von Closewitz. Noch heute existiert der Flurname „der Schöndorfer Garten“ und auf alten Karten findet sich der Schondorfer Graben nördlich des Rautals. Der Ort wurde 1355 als wüst bezeichnet. Die Einwohner beider Dörfer siedelten vermutlich nach Closewitz um.

### Neuzeit

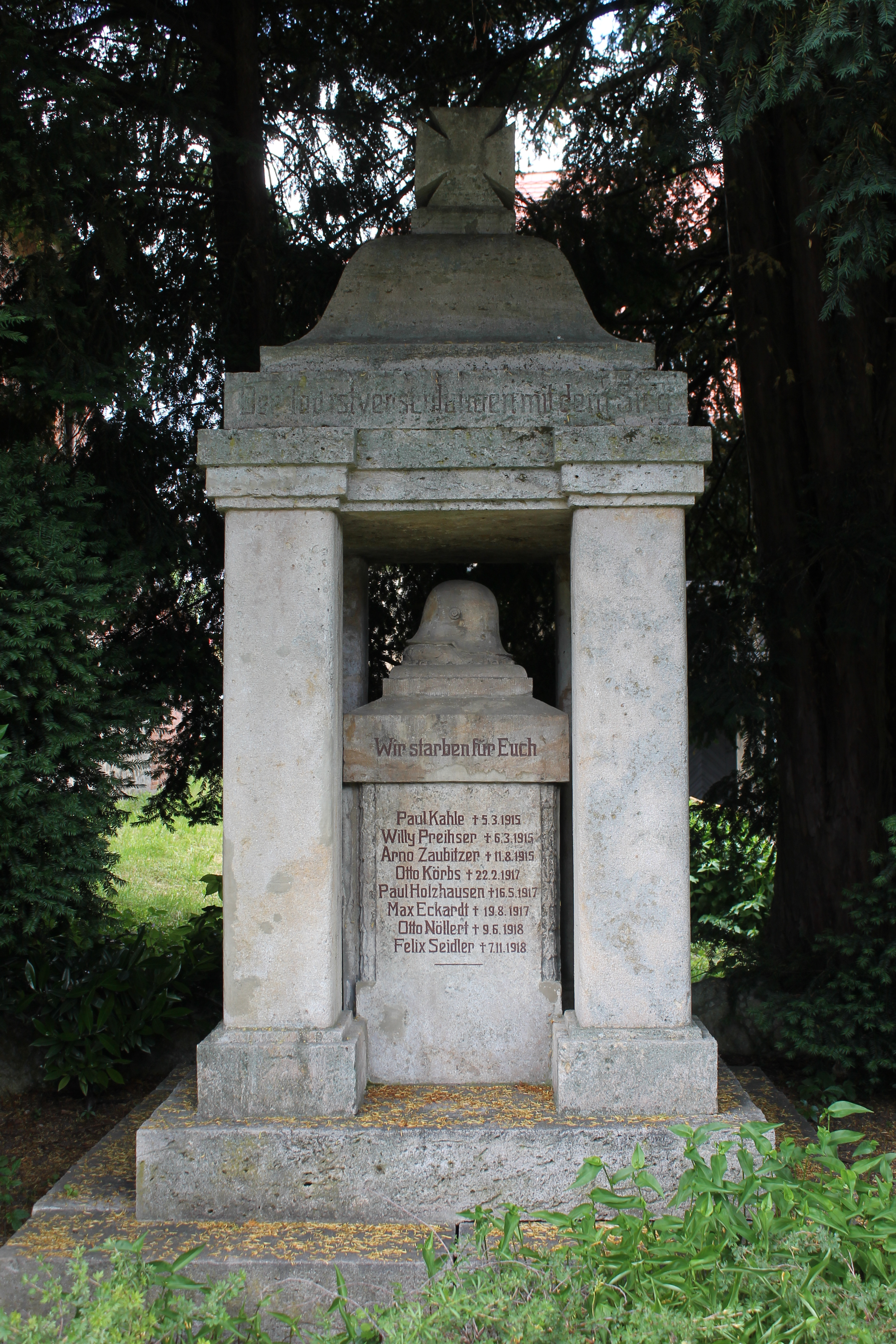
Gedenkstein für die Gefallenen des Ersten Weltkrieges

1672 soll bei Closewitz ein festes Schloss gestanden haben, die Huneburg oder Wimmelburg, was aber umstritten ist.
Während des Vierten Koalitionskrieges fand am 14. Oktober 1806 unmittelbar am Dorf die Entscheidungsschlacht zwischen den Truppen Napoleons und der preußischen Teilarmee unter Führung des Fürsten von Hohenlohe-Ingelfingen statt, die als Schlacht bei Jena und Auerstedt in die Geschichte einging. An den Vorabenden der Schlacht erstreckt sich die preußische Aufstellung von Vierzehnheiligen, dem späteren Brennpunkt der Schlacht, bis nach Closewitz und Rödigen. In Closewitz begann am 14. Oktober die Schlacht bereits in den frühen Morgenstunden. Der Ort wurde nach heftigen Kämpfen durch die Franzosen besetzt. Zwischen Closewitz und dem westlich gelegenen Lützeroda stieß die französische Armee auf die gegnerischen Preußen, die sich daraufhin zurückziehen mussten. Die Schlacht verlagerte sich ab den späten Vormittagsstunden nach Vierzehnheiligen und Krippendorf. Napoleon befahl, die vorgeschobenen preußisch-sächsischen Stellungen erst bei den Dörfern Lützeroda und Closewitz und danach bei Rödigen und Lehesten anzugreifen. Es gelang den französischen Truppen, diese Einheiten von dem nebeligen Schlachtfeld abzudrängen.
1875 wurde im Ort eine Dorfschule errichtet, die bis in die 1940er Jahre genutzt wurde. Bereits im Jahr zuvor erhielt der vergleichsweise kleine Ort eine eigene Hebamme. Im Jahr 1897 musste die Hebamme Steiniger ihr Amt wegen Krankheit jedoch niederlegen. Neue Hebamme für Closewitz wurde Emilie Linz, eine Zimmerin aus dem Nachbarort Lützeroda, die auch noch den Ort Cospeda betreute. Bei armen Schwangeren erhielt die Hebamme 5 Mark je Entbindung, welche die drei Gemeinden aufbringen mussten.
1908 wurden eine Wasserleitung und Speicherbecken nordöstlich des Ortes erbaut. Nachdem 1939 ein 110 ha großes Grundstück im Closewitzer Forst an das Deutsche Reich verkauft worden war, wurde hier ein Truppenübungsplatz für die Wehrmacht eingerichtet, der mit weiteren angekauften Grundstücken der Nachbargemeinde Cospeda erweitert wurde.

### Zeit des Nationalsozialismus und Nachkriegszeit
Von 1943 bis 1945 wurden in Closewitz ausgebombte Bewohner der Industriestädte untergebracht. Mit ihnen und den Umsiedlern aus den deutschen Ostgebieten stieg die Bevölkerungszahl zeitweise auf ca. 300 Einwohner an. Außerdem waren ab Anfang der 1940er Jahre auf den Bauernhöfen des Ortes Zwangsarbeiter aus Polen und Frankreich im Einsatz.
1944 wird ein britisches Kampfflugzeug in der Nähe des Ortes abgeschossen. Der Pilot kann sich mit dem Fallschirm retten und wird von den Einwohnern des Ortes festgesetzt. Im Frühjahr 1945 wurden bei einem Luftangriff auf Jena die für das Stadtgebiet bestimmten Bomben von einem Piloten der Royal Air Force zu früh ausgeklinkt und verfehlten den Ort nur um einige hundert Meter. Noch heute sind im Rautal, nahe der sogenannten Panzerstraße, einige von den ursprünglich etwa zehn Bombentreffern im Wald zu sehen. Die Ursache für das verfrühte Ausklinken der Bomben ist nicht bekannt. Während des Zweiten Weltkriegs fanden im Gebiet des Ortes keine Kampfhandlungen statt. Allerdings wurde beim Einmarsch der Streitkräfte der Vereinigten Staaten im April 1945 ein Einwohner getötet, als US-amerikanische Soldaten mit Panzern einrücken und auf dem Dorfplatz das Feuer mit Maschinengewehren auf ihnen verdächtig erscheinende Bauernhöfe eröffnen.
Durch das Potsdamer Abkommen wurde Thüringen Bestandteil der sowjetischen Besatzungszone. Nach dem Abzug der US-amerikanischen Truppen im Sommer/Herbst 1945 übernahmen die sowjetischen Streitkräfte zunächst den Ort, um wenig später eine Garnison in den ehemaligen Wehrmachts-Kasernen in Jena-Nord einrichten. Der 1939 für die Wehrmacht angelegte Truppenübungsplatz wurde ab dieser Zeit bis zum Abzug der Gruppe der Sowjetischen Streitkräfte in Deutschland in den frühen 1990er Jahren von der in Jena-Zwätzen und Jena-Löbstedt ansässigen 79. Garde-Panzerdivision der 8. Gardearmee genutzt.
Da die Schulstelle in Closewitz im Dezember 1945 verwaist war, übernahm ein Lehrer aus dem Nachbarort Krippendorf für 3 Tage wöchentlich eine Vertretung. In den Jahren 1946 bis mindestens 1948 war die Dorfschule mit einer Lehrerinnenvollstelle besetzt. Die Lehrerin wohnte auch selbst in Closewitz. Die Dorfschule war jedoch nur einzügig, d. h., dass die Klassen 1 bis 8 gemeinsam unterrichtet wurden. Dabei saßen die Erstklässler auf der ersten Reihe, die 8. Klasse auf der letzten. Schon zu dieser Zeit bestand die Möglichkeit, zur Volksschule nach Cospeda zu wechseln, wo die Klassen 1 bis 4 und die Klassen 5 bis 8 getrennt unterrichtet wurden. In den 1950er und 1960er Jahren besuchten dann alle Closewitzer Schulkinder die Schule in Cospeda. Durch den Neubau einer Schule im Nachbarort Stiebritz im Jahr 1975 verlor das Gebäude seine Funktion als Schulgebäude endgültig, wird aber als Gemeinderaum teilweise weiter genutzt.
Ende Dezember 1945 mussten etwa 50 Heimatvertriebene in Closewitz untergebracht werden. Sie wurden von den Dorfbewohnern mit Pferdegespannen vom Bahnhof in Jena abgeholt und ihre Verpflegung musste von der Gemeinde gesichert werden. Es waren meist Familien, die hier ankamen. Sie wurden im Saal des einzigen Gasthofes vorwiegend auf die Bauernhöfe aufgeteilt. Die Bauern suchten sich dabei die Familien aus, die bei der Arbeit in der Landwirtschaft am erfolgreichsten eingesetzt werden könnten. Am 19. April 1946 wurde vom Gemeinderat ein Wohnungsausschuss gebildet, um die Umsiedler besser unterzubringen.

### Die Entwicklung des Ortes in der DDR
Zur ersten Wahl der Volkskammer der DDR im Jahr 1950 zählte der Ort 152 Wahlberechtigte. In den 1950er Jahren fanden verschiedene Infrastrukturmaßnahmen im Ort statt, so etwa 1953 der Bau des Löschwasserteiches oder 1953/1954 Bau der Kanalisation zum Schindergraben. Erst 1955/1956 wurden die Straßen im Dorfdurchgängig gepflastert. Neben mehreren Straßenbaumaßnahmen in den 1960er Jahren wurde der Ort 1974 an die Trinkwasserversorgung der Ohra-Talsperre angeschlossen und im folgenden Jahr ein Sportplatz errichtet. 1977 wurde im Gebäude der Dorfschule ein Arztzimmer eingerichtet.
In den frühen 1970er Jahren begann die sowjetische Armee mit dem Ausbau des Closewitzer Truppenübungsplatzes. Es wurden mehrstöckige Beobachtungstürme, Garagen, Zufahrtsstraßen, Trainingsstraßen für Panzerfahrzeuge unter anderem auf dem Platz errichtet bzw. weiter ausgebaut. Insbesondere der etwa 13 m hohe Beobachtungsturm und die Fahrzeuggaragen sind durch ihre exponierte Lage auf dem höchsten Punkt einige hundert Meter nordöstlich des Windknollen weithin sichtbar. Der Platz versteppte durch die intensive Nutzung als Fahrtrainingsgelände während der 1980er Jahre, erholte sich aber nach dem Abzug der Garnison rasch bis Mitte der 1990er Jahre, so dass er heute wieder einen fast kompletten Grasbewuchs aufweist.
Zur Erinnerung an die Schlacht bei Jena und Auerstedt wurden an den ehemaligen Schauplätzen zahlreiche Gedenksteine aufgestellt. Bereits zu DDR-Zeiten wurde begonnen, dieses Ereignis in einem 10-Jahreszyklus nachzustellen.

### Closewitz nach der politischen Wende
1996 fand eine erste große Nachstellung der Schlacht von Jena und Auerstedt in einem Reenactment statt.
2006 wurde zum 200-jährigen Jubiläum der Schlacht bei Jena und Auerstedt ein Reenactment auf dem Schlachtfeld zwischen den Gemeinden Closewitz, Cospeda und Lützeroda mit einem großen Volksfest durchgeführt.

### Entwicklung der Einwohnerzahl seit 1919
| Jahr | Einwohner |
| ---- | --------- |
| 1919 | 182       |
| 1946 | 272       |
| 1948 | 280       |
| 1975 | 153       |
| 1984 | 139       |

| Jahr | Einwohner |
| ---- | --------- |
| 1995 | 138       |
| 1996 | 139       |
| 1997 | 141       |
| 1998 | 141       |
| 1999 | 141       |
| 2000 | 143       |

| Jahr | Einwohner |
| ---- | --------- |
| 2001 | 142       |
| 2002 | 139       |
| 2003 | 131       |
| 2004 | 138       |
| 2005 | 145       |
| 2006 | 144       |

## Politik
Bereits Ende des 14. Jahrhunderts besaß die Gemeinde Closewitz ein eigenes Siegel. Es zeigt einen Raubvogel, dessen Hals mit einem Pfeil durchbohrt ist und der mit seinen Fängen einen Hasen schlägt. 1922 wird Closewitz im Zuge einer Gebietsreform dem Landkreis Jena-Roda zugeschlagen. Mit der Gründung der DDR und der Gebietsreform wird Closewitz in den 1950er Jahren eine Gemeinde des Landkreises Jena-Land. 1974 schließen sich die geografisch dicht beieinander liegenden Gemeinden Cospeda, Closewitz und Lützeroda zusammen. Bis 1993/1994 gehören die drei Gemeinden zum Landkreis Jena-Land. Im Jahre 1994 werden alle drei Orte von Jena eingemeindet und werden nicht Bestandteil des neuen Saale-Holzland-Kreises, der ebenfalls 1994 gegründet wurde und den größten Teil des ehemaligen Landkreises Jena-Land aufgenommen hatte.
Bürgermeister
- ab 1868 G. Wimmer
- ab 1874 Stiebritz
- ab 1895 Gotthard Preißer
- ab 1923 Emil Hüttich
- 1932 bis 1945 Arthur Töpfer
- 1945 bis 1947 Erich Preißer
- 1947 bis 1959 Willi Rink
- 1959 bis 1974 Rudolf Schlegel
- 1974 Hugo Prüfer (Bürgermeister der neuen Gemeinde mit Cospeda und Lützeroda)

Trivia
- 9. Juni 1877, der Bürgermeister Stiebritz lehnt die Eheschließung zwischen Albert Stiebritz und der geschiedenen Alwine Schröter ab. Begründung: Albert Stiebritz habe „keine Arbeit, obwohl beide schon über 30 Jahre alt“ seien.
- 22. Oktober 1884, der Standesbeamte Stiebritz wird mit einer Geldstrafe belegt, da er einen Bürger verheiratet hat, der noch nicht mündig sei.
- 2. Juni 1832 fand in Closewitz das letzte Kirmesfest statt. Hintergrund für die Einstellung des seitdem nicht mehr stattfindende Kirmesfestes: bei einem Duell kam ein 24-jähriger Student ums Leben, der ein Gast aus einem Nachbarort war. Nach diesem Vorfall wurde ein 100-jähriges Kirmesverbot ausgesprochen.[9]

## Wirtschaft
Die Land- und Forstwirtschaft war die Haupterwerbsquelle des Ortes über viele Jahrhunderte hinweg. Bedingt durch die typisch kleinteilige Thüringer Siedlungsstruktur verfügten die Bauernhöfe in Closewitz über eine mittlere Hofgröße von nur ca. 8 bis 16 ha land- und forstwirtschaftlicher Nutzfläche, ein selbst im 19. Jahrhundert geringer Wert im Vergleich zu Bauern- und Gutshöfen z. B. in Preußen und Pommern, den damaligen Kornkammern des Deutschen Reiches.
Im Vergleich zu umliegenden Gemeinden ähnlicher Größe, verfügte Closewitz zum Ende des 19. Jahrhunderts über einen höheren Anteil an Forstfläche. Dies äußerte sich auch in den gelegentlich abgeschlossenen Jagdpachtverträgen mit dem Thüringischen Forstamt bzw. Fabrikanten und Kaufleuten aus Apolda und Jena. So bestand im ausgehenden 19. Jahrhundert ein Jagdpachtvertrag mit dem Thüringischen Forstamt. Nach Auflösung des Vertrages im Jahre 1926, wurde am 1. April 1928 ein neuer Jagdpachtvertrag auf 9 Jahre mit dem Fabrikanten Emil Volkholz, dem Rechtsanwalt D. Hobeni und dem Kaufmann Arthur Weikardt aus Apolda abgeschlossen. Der Pachtzins betrug 1.260 Reichsmark für eine Fläche von 400 Hektar.
In der zweiten Hälfte des 19. Jahrhunderts beschäftigte die aufblühende Industrie des Saaletales zunehmend die Einwohner des Ortes. Vor allem die Zeiss-Werke, Schottwerke und Jenapharm hatten einen enormen Bedarf an Arbeitskräften. Die Bedeutung und der Arbeitsbedarf der Landwirtschaft sanken hingegen stetig. Zahlreiche Bauernhöfe des Ortes wurden ab Beginn des 20. Jahrhunderts zu Nebenerwerbshöfen: nur noch ein Teil der jeweils auf dem Hof ansässigen Familie beschäftigte sich mit Land- und Forstwirtschaft, während zumeist die jüngeren, männlichen Einwohner in den Industriebetrieben Jenas arbeiteten.
Nach Ende des Zweiten Weltkrieges und mit Gründung der DDR wurden die Land- und Forstflächen der Gemeinde in LPGen eingebracht. Die Flächen selbst blieben Eigentum der Familien. Im Gegensatz zu den großen landwirtschaftlich geprägten Gebieten wie in Preußen, Pommern, Ostelbien u. a. fanden in Closewitz keine Enteignungen im Zuge der ab 1945 in der Sowjetischen Besatzungszone durchgeführten Bodenreform statt. Die Betriebsgrößen unterschritten die für Enteignungen angesetzte 100 ha-Grenze bei Weitem.
Im Jahre 1948 hatte Closewitz 370 ha landwirtschaftliche Nutzfläche bei einer – durch den Zuzug von Aussiedlern bedingten – Einwohnerzahl von 280. Die Einwohnerzahl sank in den Folgejahren wieder ab, da der Ort wirtschaftlich keine Perspektiven bot für eine derartige Zahl von Einwohnern. Zudem war die Verkehrsinfrastruktur und -anbindung an die Stadt Jena bis in die 1970er Jahre sehr unzureichend.
Am 6. März 1958 wurde die LPG Typ I Rautal in Closewitz gegründet. In den 1960er und 1970er Jahren fanden verschiedene Änderungen, Neugründungen und Zusammenlegungen von LPGen statt. Generell wurde die Landwirtschaft der DDR bis in die 1970er Jahre immer stärker in größeren Genossenschaften und Betrieben konzentriert. Die kleineren Wirtschaftseinheiten der 1950/1960er Jahre waren in den 1980er Jahren bereits unüblich. Diese Entwicklung zeigt sich auch bei den LPGs von Closewitz und der Nachbargemeinden. So fand bereits 1959 der Übergang der LPG Rautal vom Typ I zum Typ III statt (siehe auch Landwirtschaftliche Produktionsgenossenschaft) und am 31. März 1960 wurde eine weitere LPG vom Typ I gegründet mit dem Namen Frischer Wind. Diese trat jedoch am 1. Januar 1967 zur LPG Rautal über.
Ähnlich wie beim Zusammenschluss der drei Gemeinden Cospeda, Closewitz und Lützeroda im Jahr 1974, wurde auch bei den LPGen verfahren: die 3 einzelnen LPGen der Orte wurden zur LPG Typ (T) Vereinte Kraft zusammengeschlossen. Diese LPG wiederum, wird der am 1. Januar 1979 gegründeten LPG Pflanzenproduktion 30. Jahrestag der DDR mit Sitz in Altengönna angeschlossen.
Die Bewirtschaftung des 1939 eingerichteten Exerzierplatzes erfolgte bis Mitte der 1990er Jahre durch eine ortsansässige Schäferei die zeitweise bis zu 900 Tiere im Betrieb führte.
Im Ort gibt es heute keine nennenswerten landwirtschaftlichen Betriebe mehr. Die landwirtschaftlichen Flächen der früheren LPGen Vereinte Kraft und 30. Jahrestag werden seit den 1990er Jahren im Wesentlichen durch die Gönnatal Agrar e.G. im benachbarten Altengönna bewirtschaftet. Die Bewirtschaftung des Exerzierplatzes findet ab Mitte der 1990er Jahre durch eine am Jägerberg ansässige Schäferei statt. Allerdings geschieht dies heute in einem weit geringeren Masse, was auch durch die Einrichtung eines Naturparkes auf dem Gebiet des ehemaligen Exerzierplatzes bedingt ist.

## Kultur und Sehenswertes

### Kirche

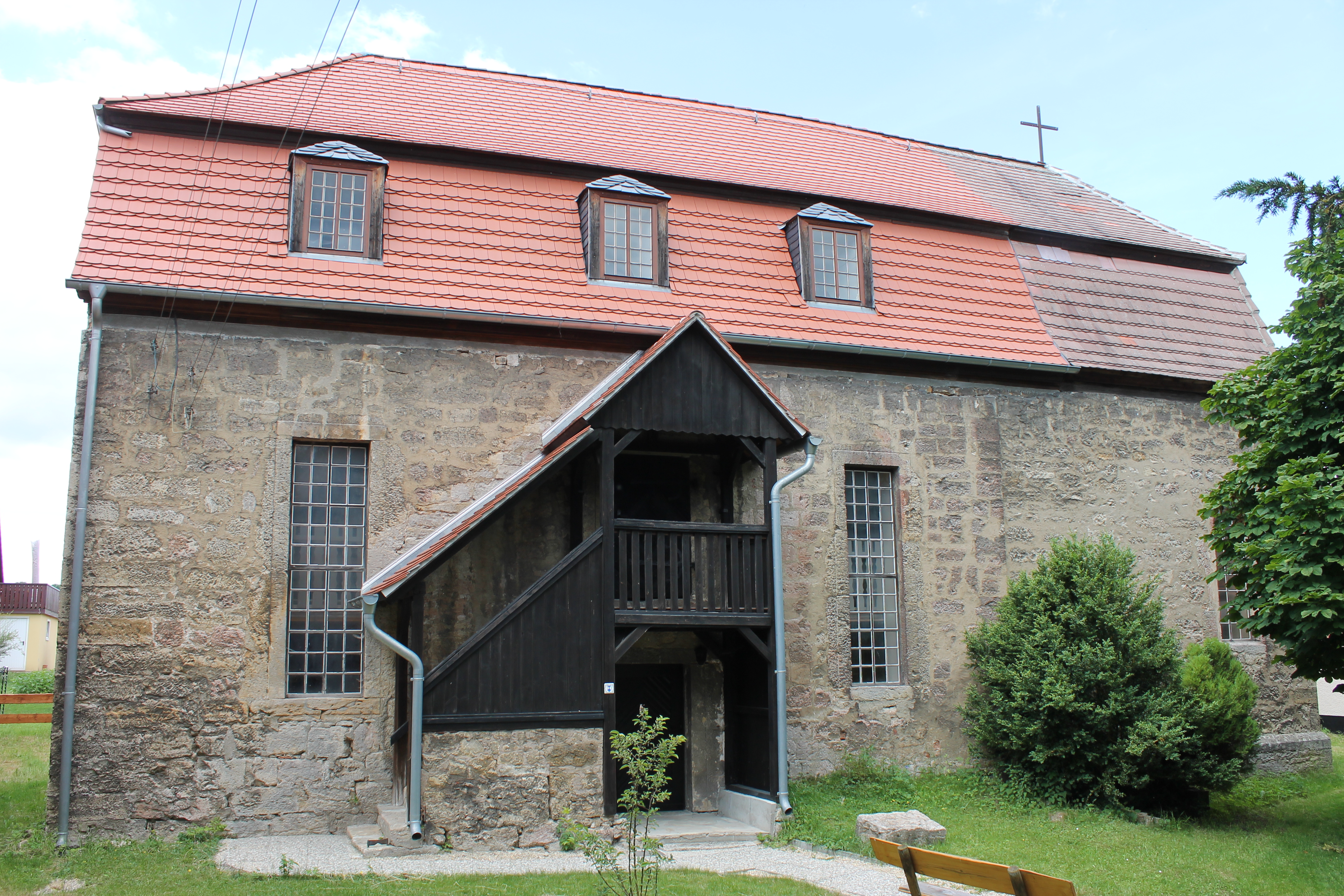
Die Kirche in Closewitz

Die Dorfkirche ist eine kleine Saalkirche mit einem Chorpolygon. An der Nordwand sind noch die romanischen Mauern des Vorgängerbaus vorhanden. Der Chor wird von einem Kreuzgratgewölbe abgeschlossen. Ihn trennt ein gotischer Triumphbogen vom Kirchenschiff. 1818 fiel die Kirche einem Brand zu Opfer, bei dem das Dachgeschoss, das obere Langhaus, der Chor und ein Teil des Turmes zerstört wurden. 1820 wurde die Kirche wieder aufgebaut. Aus dieser Zeit stammen die Fenster und Türen des Kirchenschiffs sowie das Dach und ein Dachturm, der 1974 beseitigt werden musste. Im Inneren befinden sich Emporen und eine Orgel aus der Zeit des Wiederaufbaus.
Mitte des 18. Jahrhunderts erhielt die Closewitzer Kirche verschiedene Schenkungen: eine Taufkanne 1746 (gestiftet von Ernestina Christiana Agatha Herrgottin) und ein Kruzifix aus Zinn 1759 (gestiftet von Hans Andreas Preiser).
Nach dem Abriss des Dachturmes 1974 begann der Verfall der Kirche, der erst 1997 gestoppt werden konnte. Von 1997 bis 2007 ist die Kirche grundlegend saniert worden. Das Dach mit wesentlichen Teilen des Dachstuhles und den Gaubenfenstern wurden erneuert, das Innere der Kirche verputzt, Holzschäden beseitigt und die Kirche komplett malermäßig instand gesetzt. Der Fußboden im Chorraum erhielt einen neuen Fußboden und ein neuer Altar vervollständigt das Bild der Dorfkirche. Die Glocke ist in der ehemaligen Leichenhalle provisorisch aufgehängt. Die Sanierung der Orgel und der Wiederaufbau des Turmes stehen noch aus.

### Naturkundehain
Nordöstlich der Straße nach Cospeda und unmittelbar vor dem Westeingang des Ortes befindet sich in einem Waldstück ein Naturschutzgebiet: der Naturkundehain Closewitz. Der Hain ist weitgehend eingezäunt und verfügt über befestigte und markierte Wege sowie zahlreiche Schautafeln an einem besonders markierten Lehrpfad. Vor allem die für diese Region typischen Frosch- und Lurchteiche werden gezeigt. Er eignet sich für den Naturkundeunterricht etwa von Grundschulklassen und wird von diesen auch häufig besucht.
Der Hain grenzt fast unmittelbar an den Ort, befindet sich aber auch teilweise auf dem ehemaligen Truppenübungsplatz und wurde Mitte der 1990er Jahre im Rahmen einer ABM eingerichtet. Unmittelbar neben dem Naturkundehain befindet sich ein kleiner Parkplatz.

### Winterlinge
Im Closewitzer Forst befindet sich ein weiteres Naturschutzgebiet, welches ein größeres Vorkommen des Winterlings umfasst. Dieser Frühblüher wurde mit dem Weinbau in die Saaleregion eingebürgert und entfaltet im Frühjahr eindrucksvolle gelbe Blütenteppiche.
Das Vorkommen des Winterling ist ein Beleg für das für Frühblüher und Orchideen günstige Mikroklima des Mittleren Saaletales.

## Sport
Seit 2001 findet jährlich am ersten Sonntag im Oktober der Volkslauf "Closewitzer Napoleonlauf" statt.
Seit demselben Jahr führt das Rad-Etappenrennen "Napoleoncup" durch den Ort.